# Herz-Jesu-Kirche (Berlin-Prenzlauer Berg)

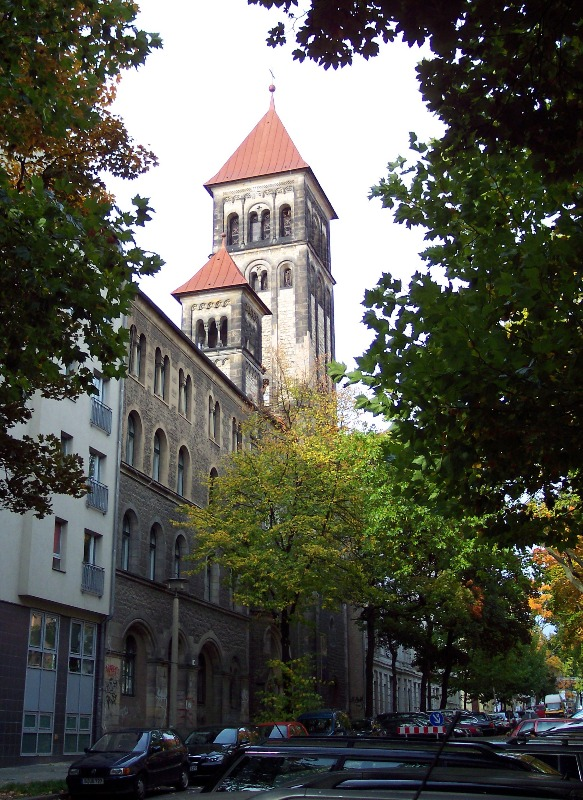
Herz-Jesu-Kirche in Berlin-Prenzlauer Berg

Die katholische Herz-Jesu-Kirche an der Fehrbelliner Straße im Berliner Ortsteil Prenzlauer Berg ist ein architektonisch bedeutender, im niedersächsisch-romanisch und frühchristlich-byzantinischen Stil errichteter Kirchenbau. Sie gehört zur Pfarrei Bernhard Lichtenberg Berlin-Mitte im Erzbistum Berlin.
Der Grundstein der Kirche wurde 1897 gelegt, die Bauzeit betrug 16 Monate, Architekt war der Professor für mittelalterliche Baukunst Christoph Hehl. Die Kirchweihe fand am 25. Oktober 1898 durch den Fürstbischöflichen Delegaten Prälat Karl Neuber statt.

## Geschichte

### Gründung der Kirchengemeinde
Das Gelände der Herz-Jesu-Kirche befand sich Anfang des 19. Jahrhunderts noch außerhalb des eigentlichen Stadtgebiets von Berlin und bestand hauptsächlich aus Äckern, Weinbergen, Windmühlen und Ausflugsgaststätten.
Am 25. Juni 1889 kaufte die Domgemeinde St. Hedwig das Vergnügungslokal Roloffsburg, um aufgrund des Zustroms von katholischen Einwohnern eine neue Pfarrei zu gründen. Die erste Heilige Messe fand am 14. Juli 1889 in einem ehemaligen Tanzsaal statt. Erster Pfarrer wurde Johann Peter Alesch (1858–1928). Wenig später entstand das Gesamtensemble mit Kirche, Pfarrhaus, dem Mädchengymnasium Theresienschule sowie dem Hospiz Maria Hilf.

### Von den goldenen 1920er Jahren bis zur DDR
In den 1920er Jahren entfaltete sich ein reges Gemeindeleben, es erfolgten die ersten öffentlichen Fronleichnamsprozessionen zum nahegelegenen Teutoburger Platz.
Im Januar 1941 wurde die Krypta auf Anweisung des Berliner Polizeipräsidenten als Luftschutzraum für etwa 500 Personen ausgebaut. Im gleichen Jahr wurde die Theresienschule von den Nationalsozialisten geschlossen. In das Gebäude zog daraufhin das Hilfswerk beim Bischöflichen Ordinariat Berlin ein. Deren Geschäftsführerin Margarete Sommer half, untergetauchte Juden im Heizungskeller der Herz-Jesu-Kirche und anderen Orten in Berlin zu verstecken.
Die Kirche wurde im Zweiten Weltkrieg weitgehend verschont. Im April 1945 durchschlug eine 500 kg schwere Bombe das Dach des Gebäudes, prallte auf den Boden der Kirche unmittelbar vor dem Joseph-Altar auf – aber explodierte nicht. Zu diesem Zeitpunkt befanden sich fast 1000 Menschen im überfüllten Luftschutzkeller, die diesen unversehrt verlassen konnten.
Nach dem Ende des Zweiten Weltkriegs blieb die wiedereröffnete Theresienschule die einzige konfessionelle Oberschule mit staatlicher Anerkennung in der DDR.
Die Kirchengemeinde schrumpfte während des Bestehens der DDR aber immer mehr zusammen, die Gemeinde lag in einem typischen Arbeiterbezirk und in tiefer Diaspora. In der Herz-Jesu-Kirche kam es in dieser Zeit zu vermehrten baulichen Schäden, die zu einem Wassereinbruch der Decke mit Beschädigung der Wandmalerei und der Orgel führten.

### Heutiges Gemeindeleben
Ähnlich wie im 19. Jahrhundert lebt die Gemeinde seit der Wiedervereinigung vom Zustrom nach Berlin zureisender Katholiken, die es in den heute besonders in Studenten-, Künstler- und Akademikerkreisen beliebten Stadtbezirk Prenzlauer Berg zieht.
Die seelsorgerische Betreuung war von 1994 bis 2022 der Gemeinschaft Chemin Neuf anvertraut. Durch die ökumenische Berufung der Gemeinschaft prägte sie die Vernetzung der katholischen Gemeinde mit vielen anderen Christen verschiedener Konfessionen vor Ort. Kennzeichnend für diese Zeit war auch der für eine katholische Gemeinde ungewöhnlich hohe Zahl der Priester, die in der Herz-Jesu-Gemeinde wirkten.
Durch die Fusion mehrerer Gemeinden in Berlin-Mitte, Prenzlauer Berg und Kreuzberg und die daraus resultierende Gründung der Pfarrei Bernhard Lichtenberg am 1. Januar 2021, wurde nicht länger eine ausschließliche Betreuung von Herz Jesu gewünscht, sondern vielmehr eine Arbeit in der gesamten Pfarrei. Seit September 2022 besteht dafür eine Kooperation der Gemeinschaft Chemin Neuf mit der gesamten Pfarrei, stellt jedoch keine Priester mehr zur Verfügung. Das Amt des Pfarrvikars hat seit dem 1. September 2022 der Priester Leszek Bartuzi.
Im Februar 2003 wurde die Pfarrei mit St. Adalbert Berlin-Mitte aufgrund eines Dekrets des Lenkungsausschusses des Erzbistums Berlin wegen der prekären Finanzlage des Erzbistums fusioniert.
Dank zahlreicher Spenden und Fördergelder konnten bereits die ersten Schäden der denkmalgeschützten Kirche behoben werden.
Es gehören rund 9100 Mitglieder zur Gemeinde mit einem hohen Anteil von 20- bis 40-Jährigen, wobei berufs- und lebensbedingt eine hohe Fluktuation dieser Generation zu verzeichnen ist.
In der Nacht zum 19. September 2014 wurde ein Anschlag auf die Kirche verübt. Die Täter hatten neben dem Haupteingang eine Scheibe durchschlagen und Flaschen mit roter Lackfarbe nach innen geworfen. Sämtliche Möbel, Schriften und Kleider wurden unbrauchbar, die Fassade beschmiert. Auf einer linksextremen Plattform erschien ein Bekennerbrief. Danach wurde die Kirche angegriffen, weil sie Abtreibungsgegnern Raum geboten habe, die den „Marsch für das Leben“ organisierten.
Zum 1. Januar 2021 fusionierte die Pfarrei Herz Jesu mit den Pfarreiern St. Hedwig (Berlin-Mitte), St. Marien-Liebfrauen (Kreuzberg) und St. Bonifatius (Kreuzberg) zur Pfarrei Bernhard Lichtenberg. Sie ist benannt nach dem katholischen Theologen und Seligen Bernhard Lichtenberg. Ihr gehören aktuell rund 26000 Katholiken an.
Die Kirche ist auch außerhalb der Gottesdienst- und regulären Öffnungszeiten auf Nachfrage für Besucher und das Gebet geöffnet. Hierzu kann an der Seitentür geklingelt und um Einlass durch das Gemeindebüro gebeten werden.

## Architektur

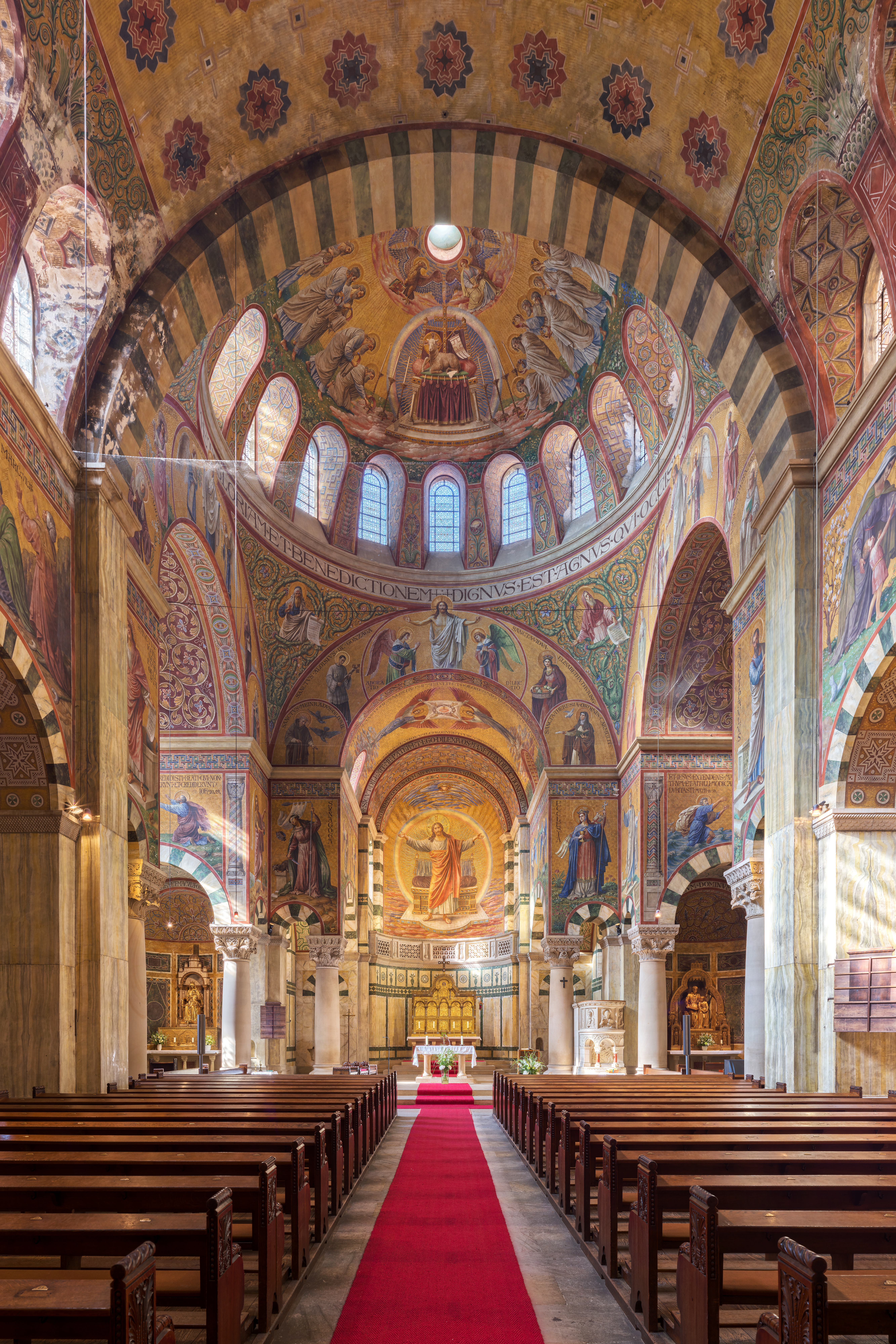
Innenansicht der Kirche

### Fassade und Türme
Die Fassade der Kirche wurde aus Hildesheimer Muschelkalkbruchstein mit Einfassungen aus schlesischem Sandstein gebaut. Die Kirche besitzt zwei Türme, die sich an der Nordseite befinden. Der große Glockenturm ist etwa 48 Meter hoch. Er umrahmt mit dem kleineren, etwa 25 Meter hohen Treppenturm das Eingangsportal. Das angrenzende Pfarrhaus bildet mit der Kirche die räumliche Einheit eines burgartigen Ensembles und ist in die Fassadenflucht der Fehrbelliner Straße integriert. Sie ist die erste katholische Kirche in Berlin, die nicht freistehend, sondern in die Straßenfront integriert gebaut wurde.

### Inneres
Das Mittelschiff ist 15 Meter breit und wird von zwei Seitenschiffen eingerahmt, die in zwei Seitenaltären münden. Im östlichen Seitenschiff befindet sich der Marienaltar, im westlichen Seitenschiff der Josephsaltar. Der Hochaltar ruht auf vier roten Marmorsäulen, die den vergoldeten und mit Edelsteinen besetzten Altaraufsatz tragen. Der Altar wie auch die Kanzel wurde von Otto Geyer gestaltet. Die den Gesamteindruck maßgeblich prägende Wandmalerei wurde dem Maler Friedrich Stummel übertragen, der sie von seinem Schüler Karl Wenzel vollenden ließ. Bereits beim Betreten der Kirche wird der Blick auf die Apsis mit der überdimensionalen Christusfigur mit ausgebreiteten Armen angezogen. In den Seitenschiffen befindet sich der Kreuzweg, der aus gemalten Ölbildern mit aufwendig geschnitzten Eichenrahmen besteht.

### Orgel

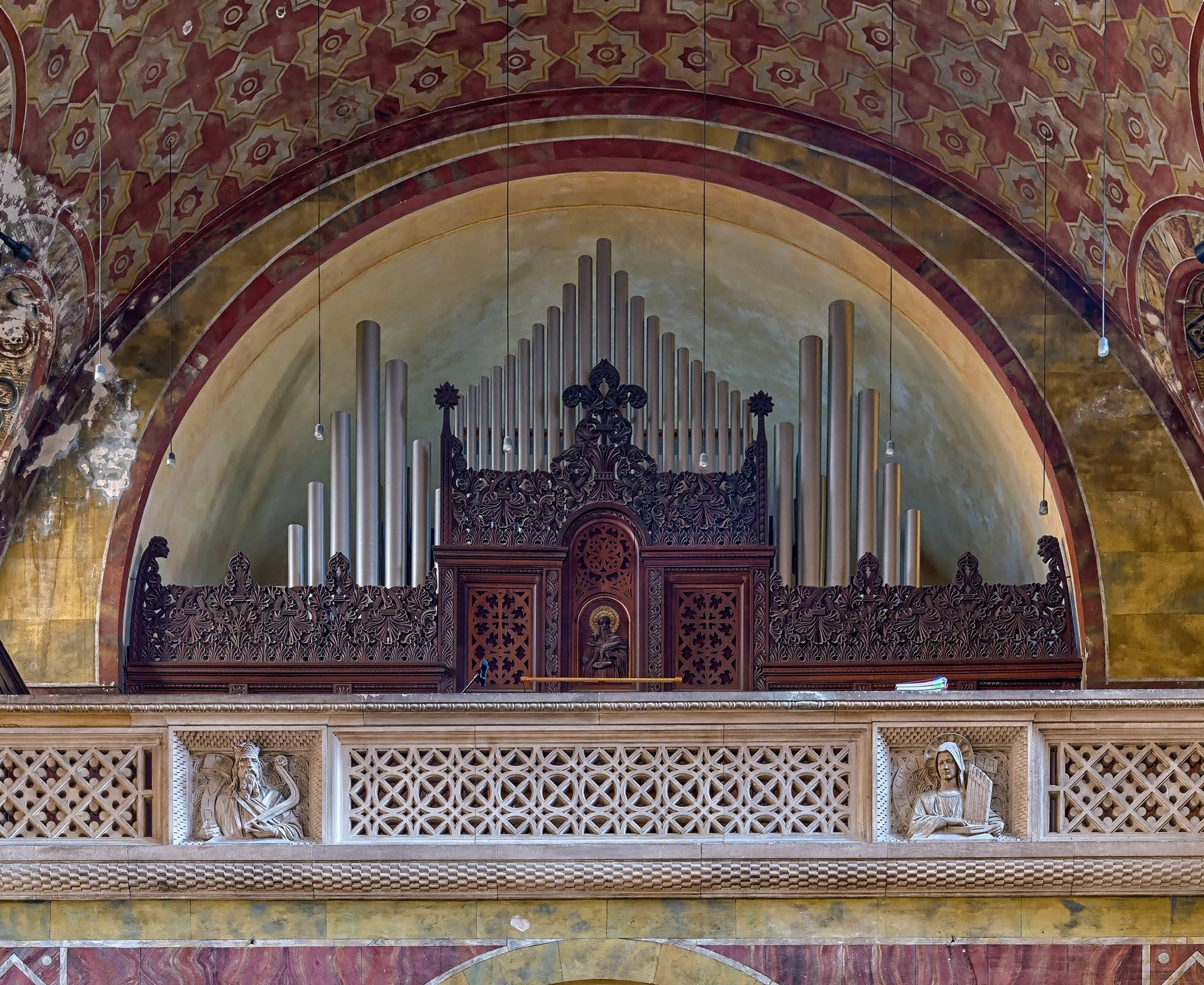
Eggert-Orgel

Die Orgel wurde 1899 von dem Paderborner Orgelbauer Franz Eggert (1849–1911) als pneumatische Kegelladen-Orgel erbaut. Sie ist die größte noch erhaltene Eggert-Orgel. Das Instrument hat 40 Register auf drei Manualen und Pedal (2281 Pfeifen). Die Spiel- und Registertrakturen sind pneumatisch. Das Orgelgehäuse besteht aus einem geschnitzten Eichenprospekt mit einem Bildnis des Heiligen Meinrad von Einsiedeln. Aus Kostengründen verzichtete man anfangs auf einen Elektromotor, so dass das Gebläse anfangs von zwei Kalkanten angetrieben werden musste. Erst im Jahr 1912 wurde ein Elektromotor eingebaut.
Mehrfache Pläne, die Orgel in den 1970er und 1980er Jahren durch einen Neubau zu ersetzen, scheiterten an Material- und Geldmangel. Inzwischen hat die Fachwelt den Wert der deutsch-romantischen Orgel wiederentdeckt, sodass stattdessen Restaurierungen in den Originalzustand erfolgen konnten, zuletzt 2004 durch Friedrich Fleiter.
| I Hauptwerk C–f3 |                 |         |
| 1.               | Principal       | 16′     |
| 2.               | Principal       | 08′     |
| 3.               | Gambe           | 08′     |
| 4.               | Bordun          | 08′     |
| 5.               | Doppelflöte     | 08′     |
| 6.               | Flauto major    | 08′     |
| 7.               | Octave          | 04′     |
| 8.               | Gemshorn        | 04′     |
| 9.               | Rauschquinte II | 02 ⁄3′  |
| 10.              | Cornett III-IV  | 04′     |
| 11.              | Mixtur II-V     | 05 1⁄3′ |
| 12.              | Trompete        | 16′     |
| 13.              | Trompete        | 08′     |

| II Oberwerk C–f3 |                       |     |
| 14.              | Bordun                | 16′ |
| 15.              | Principal             | 08′ |
| 16.              | Gedeckt               | 08′ |
| 17.              | Salicional            | 08′ |
| 18.              | Harmonieflöte         | 08′ |
| 19.              | Octave                | 04′ |
| 20.              | Rohrflöte             | 04′ |
| 21.              | Progress. Harm. II–IV |     |
| 22.              | Clarinette            | 08′ |

| III Schwellwerk C–f3 |                 |     |
| 23.                  | Gambe           | 16′ |
| 24.                  | Geigenprincipal | 08′ |
| 25.                  | Gedackt         | 08′ |
| 26.                  | Concertflöte    | 08′ |
| 27.                  | Aeoline         | 08′ |
| 28.                  | Voix celestis   | 08′ |
| 29.                  | Traversflöte    | 04′ |
| 30.                  | Violino         | 04′ |
| 31.                  | Oboe            | 08′ |

| Pedal C–d1 |               |     |
| 32.        | Principalbass | 16′ |
| 33.        | Subbass       | 16′ |
| 34.        | Violon        | 16′ |
| 35.        | Gedacktbass   | 16′ |
| 36.        | Oktavbass     | 08′ |
| 37.        | Gedacktbass   | 08′ |
| 38.        | Violoncello   | 08′ |
| 39.        | Posaune       | 16′ |
| 40.        | Trompete      | 08′ |

- Koppeln: II/I, III/I, III/II, I/P, II/P, III/P
- Spielhilfen: Feste Kombinationen (mf, f, tutti), eine freie Kombination („Ad libitum“), Crescendo-Walze

## Beschreibung des Bildprogramms
Die Wandmalereien im Innenraum haben folgende Themen und Darstellungen zum Inhalt:
- Im Chorraum
  - In der Apsis: Christus als Weltenherrscher, darüber die Hand Gottes
  - In der Chorwölbung: Das Herz Jesu, in einem Tuch getragen von zwei Engeln
  - An den Chorwänden: Engel tragen die Leidenswerkzeuge
- Im Chorbogen:
  - Der auferstandene Christus mit zwei Adorationsengeln
  - Heilige mit Bezug zur örtlichen Pfarrei: Meinrad, Aloysius, Elisabeth von Thüringen, Teresa von Ávila
- Am Chorbogen (jeweils links bzw. rechts):
  - Ecclesia und Synagoge
  - Johannes der Täufer und Petrus
  - Johannes der Evangelist und Paulus
- In der Kuppel
  - Das apokalyptische Lamm mit dem Buch mit den sieben Siegeln, verehrt von 24 Ältesten, dazu die Symbole der Evangelisten
  - In den Zwickeln der Kuppel: Die Propheten Maleachi, Jesaja, Ezechiel und Jeremia
- Auf dem östlichen Querschiffbogen:
  - Maria mit zwei Engeln, die Heiligen Agnes, Gertrud von Nivelles und Monika, deren Sohn Augustinus und die Heilige Hedwig
- Auf dem westlichen Querschiffbogen:
  - Der Heilige Joseph, Alphons von Liguori, Papst Leo der Große, der Kirchenlehrer Augustinus und Bernhard von Clairvaux
- Im Querschiff:
  - Ostseite zum Altar: Der ungläubige Thomas mit Jesus Christus
  - Westseite zum Altar: Petrus versinkt im Wasser, Jesus geht über das Wasser
  - Ostseite zum Langhaus: Jesus mit der Samariterin am Brunnen
  - Westseite zum Langhaus: Jesus mit der Sünderin, die ihm die Füße wäscht
  - Westwand des Querschiffs: Kreuzigung Christi
  - Die Ostwand des Querschiffs trägt keine bildliche Darstellung, da sie von Fenstern durchbrochen ist.
- Im Langhaus
  - Westseite: Jesus als Freund der Kinder
  - Ostseite: Jesus heilt und tröstet die Kranken